# Beatriz Merino
Martha Beatriz Merino Lucero (Lima, 15 de noviembre de 1947) es una abogada y política peruana. Fue la primera mujer en ejercer los cargos de presidenta del Consejo de Ministros, durante el gobierno de Alejandro Toledo, y defensora del pueblo, de 2005 hasta 2011. Además, fue congresista de la república, durante el periodo 1995-2000, y senadora, de 1990 hasta 1992.  Actualmente se desempeña como la presidenta ejecutiva de la Universidad César Vallejo desde 2016.

## Biografía
Nació el 15 de noviembre de 1947, hija de Augusto Merino y Aída Lucero. 
Realizó sus estudios escolares en el colegio parroquial Santa Rosa de Lima Maryknoll. 
Estudió Derecho en la Universidad Nacional Mayor de San Marcos, donde obtuvo la Beca Mariano Ignacio Prado para asistir a la London School of Economics. En la cual realizó estudios de Tributación. Realizó una maestría en Derecho (LL.M.) en la Universidad de Harvard.

## Vida política

### Senadora (1990-1992)
En las elecciones generales de 1990, Merino fue elegida senadora, por el Fredemo, para el periodo parlamentario 1990-1995. 
El 5 de abril de 1992, su cargo fue interrumpido por la disolución del Congreso, decretada por el entonces presidente, Alberto Fujimori. Desde entonces, Merino fue una opositora al régimen fujimorista.

### Congresista (1995-2000)
En las elecciones generales de 1995, fue elegida congresista, por el Frente Independiente Moralizador, para el periodo 1995-2000.
Durante su labor parlamentaria, formó parte de la oposición parlamentaria al régimen de Alberto Fujimori.

### Candidata a la segunda vicepresidencia
En las elecciones generales del 2000, fue invitada por Somos Perú para ser la candidata a la segunda vicepresidencia de la república en la plancha presidencial de Alberto Andrade. Sin embargo, dicha plancha no pasó a la segunda vuelta tras el fraude de Alberto Fujimori, y no ganó las elecciones.
Entre el 2000 y el 2001, fue directora de la maestría de Tributación y Política Fiscal de la Universidad de Lima.
De 2001 a 2003, fue superintendente nacional de la Superintendencia Nacional de la Administración Tributaria (Sunat), en la que condujo un proceso de modernización, que generó el aumento continuo y progresivo de la recaudación. Durante su gestión, lideró la integración de la Sunat con aduanas.
En el 2004 viajó a España, donde laboró en el área de Sector Público del Banco Mundial y estuvo a cargo de los temas referidos a administración y política tributaria, modernización del Estado y fortalecimiento de los Congresos para América Latina.
Desde 2011 a enero de 2012, fue la presidenta de la Asociación de Administradoras de Fondos de Pensiones (AFP).
Se desempeñó como directora del Centro de Responsabilidad Social, Emprendimiento y Sostenibilidad de Centrum (PUCP). Una de las más importantes escuelas de negocios en el Perú, América Latina y el mundo.
En marzo de 2013, asumió la presidencia de la Sociedad Peruana de Hidrocarburos.
Desde 2016, desempeña el cargo de presidenta ejecutiva en la Universidad César Vallejo.

### Presidenta del Consejo de Ministros (2003)
El 23 de junio del 2003, el Gobierno de Alejandro Toledo requería un cambio de gabinete. Es por ello que se eligió Merino, quien era independiente, como presidenta del Consejo de Ministros. Convirtiéndose en la primera mujer elegida para ese cargo en toda América Latina. 
El 18 de julio de 2003, se presentó ante el Congreso para exponer la política general del Gobierno y solicitar el llamado voto de investidura. Merino se refirió a la política económica del Gobierno y al fomento del desarrollo económico y la promoción del empleo. Merino recibió la confianza del Parlamento con sesenta y un votos a favor, uno en contra y diecisiete abstenciones.
Su gestión se caracterizó por levantar al régimen de Toledo, sin embargo, renunció el 15 de diciembre de 2003. A pedido de Toledo, con quien tuvo discrepancias.
En diciembre de 2003, una campaña de desprestigió acusó a Medino de «lesbiana» y de un supuesto tráfico de influencias para favorecer a amigos y familiares en la Superintendencia Nacional de Administración Tributaria (Sunat). Ante ello, Beatriz Merino en una comparecencia, ante la prensa local, negó su supuesta homosexualidad y haber influido en contrataciones para sus amistades. Luego de ello, Merino viajó a los Estados Unidos para unas conferencias académicas.
El 13 de diciembre, el presidente Alejandro Toledo pidió la renuncia de todos sus ministros y de los siete asesores presidenciales.
A su regreso a Lima, Merino explicó ante la prensa que había renunciado a la presidencia del Consejo de Ministros el primer día de diciembre, y que el presidente Toledo le pidió que se quede un tiempo más hasta encontrar a un sucesor. Merino también comentó que fue citada en el mes de octubre por un alto dignatario de la Iglesia católica, quien le informó que un dirigente político realizó imputaciones contra ella y cuestionó su integridad moral.

### Defensora del pueblo (2005-2011)
El 29 de septiembre de 2005, el Congreso de la República eligió a Merino como defensora del pueblo, con noventa y dos votos a favor, de diversas bancadas políticas. Siendo la primera mujer en ejercer dicho cargo.
En el 2009, fue elegida presidenta de la Federación Iberoamericana del Ombudsman, organización que reúne a defensores del pueblo de los países iberoamericanos.
Fue también la presidenta de la Asociación de Administradoras de Fondos de Pensiones, de 2011 a 2012, y presidenta de la Asociación Peruana de Hidrocarburos, de 2013 a 2015.

## Distinciones
- Doctorado honoris causa por la Universidad César Vallejo (2015).
- Doctorado honoris causa por la Universidad Nacional Federico Villarreal (2003).
- Doctorado honoris causa por la Universidad Particular de Chiclayo (2003).
- Orden de la Cruz del Sur en el grado de Gran Cruz, República Federativa del Brasil (2003).
- Orden del Mérito en el Grado de Gran Cruz, Policía Nacional del Perú (2003).
- Premio María Elena Moyano, del Ministerio de la Mujer y el Desarrollo Social (2003).
- Premio al Liderazgo Robert G. Storey por el Centro de Derecho Americano e Internacional (2004).
- Orden El Sol del Perú en el Grado de Gran Cruz (2006).
- Doctorado honoris causa por la Universidad Nacional San Agustín de Arequipa (2007).
- Medalla Flora Tristán, Universidad Nacional Mayor de San Marcos (2009).
- Orden al Mérito de la Mujer, Ministerio de la Mujer y Desarrollo Social del Perú (2010).
- Medalla al Mérito Ciudadano, Presidencia del Consejo de Ministros del Perú (2010).
- Medalla Francisco García Calderón, Colegio de Abogados de Lima (2010).
- Premio Lifetime Achievement, Universidad de Harvard (2015).

| Predecesor: Luis Solari                     | Presidenta del Consejo de Ministros del Perú Julio de 2002 a julio de 2003 | Sucesor: Carlos Ferrero Costa    |
| Predecesor: Walter Albán Defensor encargado | Defensora del Pueblo Septiembre de 2005 a septiembre de 2010               | Sucesor: Eduardo Vega (interino) |